# Eleccions generals japoneses de 1983
Les eleccions generals japoneses de 1983 (第37回衆議院議員総選挙, Dai 37 kai Shūgiin Giinsō Senkyo) es van celebrar el 18 de desembre de 1983 per a renovar tots els membres de la Cambra de Representants del Japó i elegir el Primer Ministre del Japó.
El guanyador de les eleccions va ser l'aleshores Primer Ministre Yasuhiro Nakasone, del Partit Liberal Democràtic el qual va poder governar mitjançant un pacte de coalició amb el Nou Club Liberal del ministre Tagawa.

## Antecedents
Quan se celebraren les eleccions, Yasuhiro Nakasone era ja Primer Ministre des de feia un any, quan va ser elegit el novembre de 1982 successor de Zenkō Suzuki, del mateix partit.

## Resultats

### Generals
|              |                              |            |       |        |     |
| Partit       | Partit                       | Vots       | %     | Escons | +/– |
|              | Partit Liberal Democràtic    | 25.982.785 | 45,76 | 250    | 34  |
|              | Partit Socialista del Japó   | 11.065.082 | 19,49 | 112    | 5   |
|              | Kōmeitō                      | 5.745.751  | 10,12 | 58     | 25  |
|              | Partit Democràtic Socialista | 4.129.907  | 7,27  | 38     | 6   |
|              | Partit Comunista del Japó    | 5.302.485  | 9,34  | 26     | 3   |
|              | Nou Club Liberal             | 1.341.584  | 2,36  | 8      | 4   |
|              | Unió Socialdemòcrata         | 381.045    | 0,67  | 3      | =   |
|              | Altres partits               | 62.323     | 0,11  | 0      | 0   |
|              | Independents                 | 2.768.735  | 4,88  | 16     | 5   |
| Total        | Total                        | 56.779.697 |       | 511    | 0   |
|              |                              |            |       |        |     |
| Vots vàlids  | Vots vàlids                  | 56.779.697 | -     |        |     |
| Vots nuls    | Vots nuls                    | 27.472.908 | -     |        |     |
| Participació | Participació                 | 57.240.829 | 67,94 |        |     |
| Cens         | Cens                         | 84.252.608 |       |        |     |
| Font:        |                              |            |       |        |     |